# Dr. Feelgood (banda)
Dr. Feelgood es un grupo originario del Reino Unido, formado en 1971 y que alcanzó su mayor popularidad a mediados de la década de 1970. Con un repertorio basado en rhythm and blues, encabezaron en Londres el género del pub rock, reacción al auge del rock progresivo y del glam rock, y que el punk reconoce como una de sus fuentes de inspiración. Concebido como cuarteto —cantante, guitarra, bajo y batería—, por la formación han pasado más de una docena de músicos diferentes y ninguno de sus componentes actuales pertenece a la original.
El nombre de la banda deriva del término usado en la jerga británica para referirse, indistintamente, a la heroína o al médico poco escrupuloso recetando fármacos. También hace referencia a la canción "Dr. Feel-Good" (1962), blues grabado por el pianista y cantante estadounidense Willie Perryman bajo el seudónimo Dr Feelgood & The Interns, y versionada por varios grupos de beat británicos en la década de 1960.

## Historia
La banda procede de Canvey (condado de Essex), una isla al este de Londres en el estuario del Támesis. La formación inicial estaba encabezada por el cantante Lee Brilleaux y el guitarrista Wilko Johnson, y junto a ellos la sección rítmica formada por John B. Sparks («Sparko») como bajista y John Martin («The Big Figure») en la batería.
Dr. Feelgood se encuadraba en la corriente musical del pub rock, género surgido a principios de la década de 1970 y circunscrito inicialmente a las inmediaciones de Londres. Esta corriente pretendía retornar a los esquemas más básicos del rock, propios de sus inicios, como reacción al rock progresivo y el glam rock, modas predominantes de la época. Con sus compañeros de movimiento compartían la fórmula del rhythm and blues; pero a diferencia del resto, sus modales eran fieros y agresivos y su volumen y ritmo frenéticos anticipaban el punk. Su aspecto e indumentaria eran también llamativos: mientras que las demás bandas, cuando salían al escenario «parecía que hubieran pasado la tarde haciendo alfarería en el jardín» y que «necesitaran de un afeitado y depilado», los músicos de Dr. Feelgood «parecían maleantes endomingados con chaqueta», recién llegados «de un funeral de gángsters».
En sus comienzos, el grupo basó su reputación en sus enérgicas interpretaciones en directo: ya en 1973 se habían convertido en la banda favorita del circuito de conciertos londinense. Y sus propios seguidores veían difícil que pudieran capturar su excelente sonido en el estudio de grabación. Aun así, sus dos primeros álbumes, Down by the Jetty (1974, con el sencillo Tequila) and Malpractice (1975) tuvieron un buen resultado comercial.
Fue sin embargo Stupidity (1976), un álbum en vivo, el que les catapultó al éxito. Con él alcanzaron el número uno en las listas británicas, en las que se mantuvo durante nueve semanas. Sneakin' Suspicion (1977), su siguiente álbum de estudio, llegaría al número 10. Es entonces cuando Wilko Johnson decide abandonar el grupo a raíz de sus diferencias con sus compañeros, en especial con Brilleaux, sobre las canciones que debían haberse editado en el disco. Le sustituirá John Mayo («Gypie» Mayo). Ni el grupo ni Johnson en solitario consiguieron mantener su anterior nivel de popularidad, aunque la nueva formación disfrutaría de otro éxito con el sencillo «Milk and Alcohol» (1979).